# Japan Bridge
Le Japan Bridge (parfois appelée passerelle Kupka) est une passerelle piétonne de la Défense, en France, conçue par l'architecte japonais Kishō Kurokawa.

## Description
La passerelle relie les tours Kupka et Pacific au-dessus de la route départementale 914. Le tablier en acier comporte une voûte transparente protégeant intégralement les usagers de la passerelle. Il est suspendu à deux arcs d'acier, peints en rouge, qui se rejoignent en leur milieu et qui prennent appui sur chacun des immeubles.
Les extrémités de la passerelle accèdent directement à des échancrures pratiquées au milieu de chacun des immeubles, comme des portes monumentales.